# Decipher
Decipher é o segundo álbum de estúdio da banda neerlandesa de metal sinfônico After Forever, lançado em novembro de 2001 através da Transmission Records.

## Antecedentes e composição
A banda começou a compor material para o disco durante a turnê promocional de Prison of Desire entre 2000 e 2001. Sua sonoridade se aproxima ainda mais do metal sinfônico do que seu antecessor, contando com uma orquestra e um coro pela primeira vez na história da banda, além de incluir também influências mais claras do power metal e música árabe em alguns momentos.
Algumas participações em Decipher incluíram o cantor inglês de rock progressivo Damian Wilson nas faixas "Imperfect Tenses" (versão de sessão) e "Who Wants to Live Forever", um cover da banda Queen, que também contou com o músico neerlandês Arjen Anthony Lucassen.
Na última faixa, "Forlorn Hope", pode ser ouvido um trecho da gravação do falecido primeiro-ministro israelita Yitzhak Rabin, durante a cerimônia de assinatura do tratado de paz em 26 de outubro de 1994.

## Produção
As gravações de Decipher iniciaram em junho de 2001 e duraram até agosto. Algumas sessões extras para registrar os teclados e piano ocorreram no Digital Residence, estúdio do próprio músico Cees Kieboom, enquanto a produção adicional e mixagem foi realizada no estúdio RS29 em Waalwijk, Países Baixos entre agosto e setembro daquele ano, e o processo de masterização aconteceu no Sound Factory.

## Lançamento e promoção

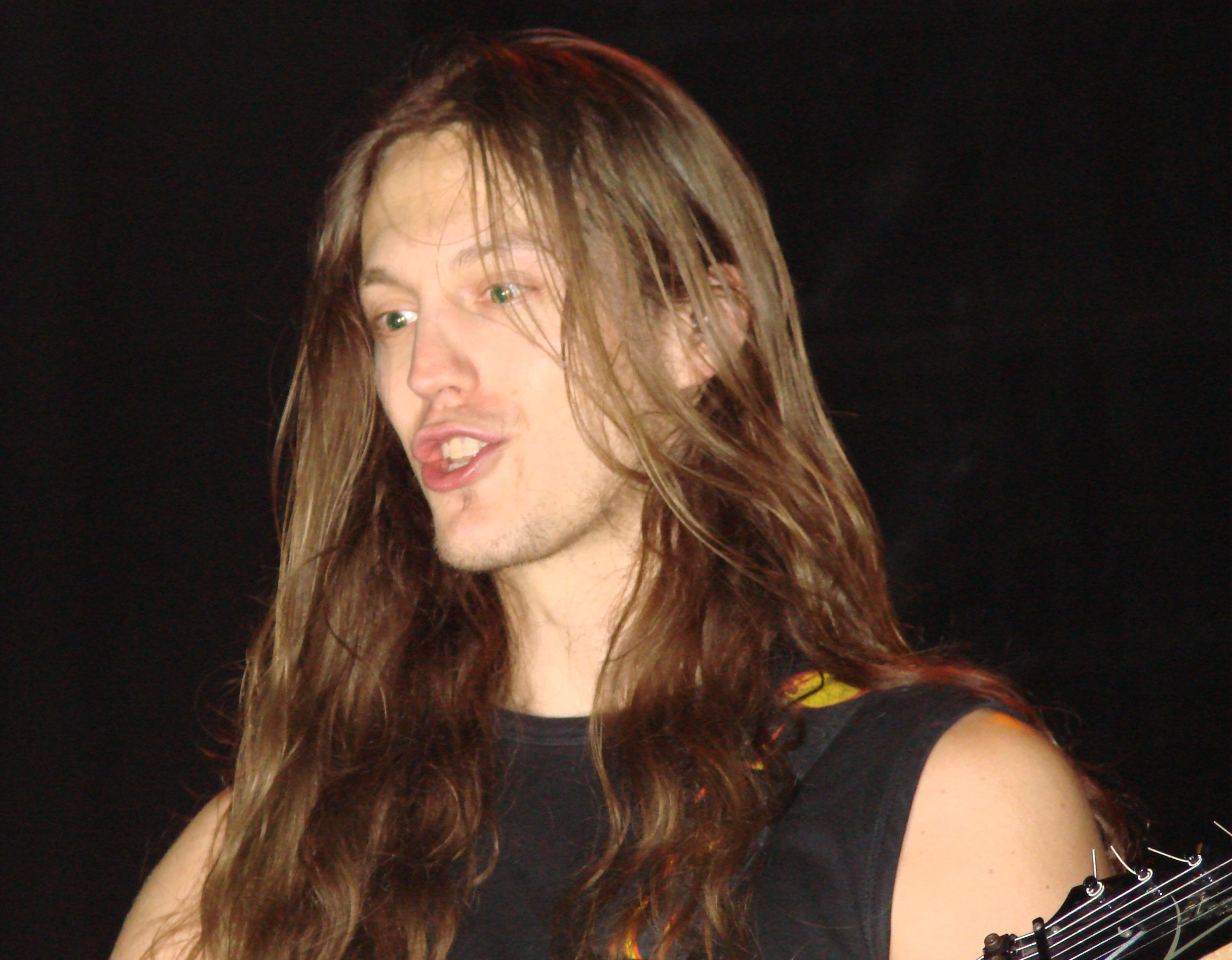
Decipher foi o último trabalho da banda com Mark Jansen.

O disco foi liberado oficialmente em novembro de 2001, e as canções "Emphasis" e "Monolith of Doubt" foram ambas lançadas como singles no ano seguinte. Em 2003, a gravadora Transmission disponibilizou mundialmente uma versão limitada de cinco mil cópias contendo um encarte expandido, um colante da nova capa e duas faixas ao vivo. E em 2011, uma nova edição também foi lançada, contendo versões alternativas.
Em 3 de abril de 2002, em meio à turnê promocional do álbum, um comunicado oficial no website da banda anunciou que por motivos de "distanciamento musical", o cofundador Mark Jansen havia sido demitido do grupo, sendo anunciada a sua substituição por Bas Maas. A banda ainda realizou diversos concertos para divulgar o álbum, incluindo uma extensa turnê pela Europa como abertura do grupo Nightwish durante a World Tour of the Century entre agosto e setembro de 2002.

## Recepção da crítica
| Críticas profissionais  | Críticas profissionais |
| Avaliações da crítica   | Avaliações da crítica  |
| Fonte                   | Avaliação              |
| ----------------------- | ---------------------- |
| AllMusic                | [ 1 ]                  |
| Lords of Metal          | (96/100)               |
| Metal Hammer (Alemanha) | 6 de 7 estrelas.       |
| Metal Storm             | [ 2 ]                  |

Decipher foi muito bem recebido pela crítica após o seu lançamento. Eduardo Rivadavia do AllMusic comentou que o disco "viu o sexteto neerlandês fazer grandes progressos no sentido de desenvolver um som distinto e pessoal, e os colocou no topo da cena do metal operático da Europa". Michiel Barten do website neerlandês Lords of Metal considerou Decipher como o "álbum do ano 2001", e também notou a mudança na sonoridade da bateria, executada por André Borgman a partir deste disco, que segundo ele "soa muito mais firme, pesada e variada do que antes".
O resenhista do Metal Storm também qualificou a voz da vocalista Floor Jansen como "angelical", e adicionou que o After Forever é como um "sopro de ar fresco no gênero" em meio à várias "bandas góticas que pretendem copiar atos consagrados como The Gathering e Tristania".

## Faixas
| N.º            | Título                                          | Letras         | Música                                    | Duração |  |
| 1.             | "Ex Cathedra (Overture)"                        | Mark Jansen    | Sander Gommans                            | 2:02    |  |
| 2.             | "Monolith of Doubt"                             | Floor Jansen   | Gommans M. Jansen F. Jansen               | 3:31    |  |
| 3.             | "My Pledge of Allegiance #1 (The Sealed Fate)"  | M. Jansen      | Gommans M. Jansen F. Jansen               | 6:24    |  |
| 4.             | "Emphasis"                                      | F. Jansen      | Gommans M. Jansen F. Jansen               | 4:18    |  |
| 5.             | "Intrinsic"                                     | F. Jansen      | Gommans M. Jansen F. Jansen               | 6:44    |  |
| 6.             | "Zenith"                                        | F. Jansen      | Gommans M. Jansen F. Jansen André Borgman | 4:21    |  |
| 7.             | "Estranged (A Timeless Spell)"                  | M. Jansen      | Gommans M. Jansen F. Jansen               | 6:54    |  |
| 8.             | "Imperfect Tenses"                              | F. Jansen      | M. Jansen F. Jansen                       | 4:08    |  |
| 9.             | "My Pledge of Allegiance #2 (The Tempted Fate)" | M. Jansen      | Gommans M. Jansen F. Jansen               | 5:05    |  |
| 10.            | "The Key"                                       | F. Jansen      | Gommans M. Jansen F. Jansen               | 4:47    |  |
| 11.            | "Forlorn Hope"                                  | M. Jansen      | Gommans M. Jansen F. Jansen               | 6:21    |  |
| Duração total: | Duração total:                                  | Duração total: | Duração total:                            | 54:35   |  |

| Edição limitada |                                                                             |         |  |
| N.º             | Título                                                                      | Duração |  |
| 12.             | "My Pledge of Allegiance #1 (The Sealed Fate)" (ao vivo no 2 Meter Sessies) | 6:27    |  |
| 13.             | "Forlorn Hope" (ao vivo no 2 Meter Sessies)                                 | 6:22    |  |
| Duração total:  | Duração total:                                                              | 67:24   |  |

| Edição expandida |                                                                                            |                |                             |         |  |
| N.º              | Título                                                                                     | Letras         | Música                      | Duração |  |
| 12.              | "For the Time Being" (faixa bônus)                                                         | M. Jansen      | Gommans M. Jansen F. Jansen | 5:04    |  |
| 13.              | "Who Wants to Live Forever" (cover de Queen; part. Damian Wilson & Arjen Anthony Lucassen) | Brian May      | May                         | 4:48    |  |
| 14.              | "Imperfect Tenses" (part. Damian Wilson)                                                   |                |                             | 4:10    |  |
| 15.              | "Monolith of Doubt" (versão do single)                                                     |                |                             | 3:32    |  |
| 16.              | "Imperfect Tenses" (versão orquestral)                                                     |                |                             | 4:06    |  |
| 17.              | "The Key" (versão de sessão)                                                               |                |                             | 4:42    |  |
| 18.              | "Monolith of Doubt" (versão de sessão)                                                     |                |                             | 3:31    |  |
| 19.              | "My Pledge of Allegiance #2 (The Tempted Fate)" (versão de sessão)                         |                |                             | 5:02    |  |
| 20.              | "Emphasis" (versão de sessão)                                                              |                |                             | 4:17    |  |
| 21.              | "Estranged" (versão de sessão)                                                             |                |                             | 5:53    |  |
| 22.              | "My Pledge of Allegiance #1 (The Sealed Fate)" (versão de sessão)                          |                |                             | 6:20    |  |
| 23.              | "Imperfect Tenses" (versão de sessão)                                                      |                |                             | 4:05    |  |
| 24.              | "For the Time Being" (versão de sessão)                                                    |                |                             | 5:02    |  |
| 25.              | "Forlorn Hope" (versão de sessão)                                                          |                |                             | 6:20    |  |
| 26.              | "Zenith" (versão de sessão)                                                                |                |                             | 4:18    |  |
| 27.              | "Intrinsic" (versão de sessão)                                                             |                |                             | 6:56    |  |
| 28.              | "Who Wants to Live Forever" (todos os instrumentos por Arjen Anthony Lucassen)             |                |                             | 4:48    |  |
| 29.              | "Monolith of Doubt" (versão demo)                                                          |                |                             | 3:43    |  |
| 30.              | "Emphasis" (versão demo)                                                                   |                |                             | 4:30    |  |
| 31.              | "For the Time Being" (versão demo)                                                         |                |                             | 5:09    |  |
| Duração total:   | Duração total:                                                                             | Duração total: | Duração total:              | 150:51  |  |

## Créditos
Os créditos foram adaptados do encarte do álbum Decipher.
Banda
- Sander Gommans – guitarra, vocais
- Mark Jansen – guitarra, vocais
- Luuk van Gerven – baixo
- Floor Jansen – vocais
- André Borgman – bateria, violão
- Lando van Gils – teclado, sintetizadores

Músicos convidados
- Arjen Anthony Lucassen – guitarra, teclado (13)
- Carla Schrijner – violoncelo
- Caspar de Jonge – tenor (coro)
- Cees Kieboom – teclado, piano (adicionais)
- Damian Wilson – vocais (13, 14)
- Ebred Reijnen – violino
- Ellen Bakker – soprano (coro)
- Georg Schneider – arranjo de cordas
- Hans Cassa – baixo (coro)
- Irma Kort – oboé (3, 5)
- Jack Pisters – cítara (3, 9)
- Janine Baller – viola
- Marga Okhuizen – alto (coro)
- Noemi Bodden – violino
- Rein Kolpa – tenor (coro)
- Roxane Steffen – contrabaixo
- Symphony of Voices – samples do coro
- Søren Leupold – arranjo de cordas

Equipe técnica
- Carsten Drescher – design, layout
- Hans van Vuuren – produção executiva, coordenação, pesquisa
- Mirjam Boomert – maquiagem
- Oscar Holleman – produção adicional, mixagem
- Peter van 't Riet – masterização
- Stefan Schipper – fotografia
- Stephen van Haestregt – produção, gravação, engenharia